# Unité urbaine de Montceau-les-Mines
L'unité urbaine de Montceau-les-Mines est une unité urbaine française centrée sur Montceau-les-Mines, ville au cœur de la troisième unité urbaine de Saône-et-Loire, dans la région Bourgogne-Franche-Comté.

## Données générales
Dans le zonage réalisé par l'Insee en 2010, l'unité urbaine était composée de cinq communes.
Dans le nouveau zonage réalisé en 2020, elle est composée des cinq mêmes communes, toutes situées dans l'arrondissement de Chalon-sur-Saône
En 2022, avec 36 593 habitants, elle représente la 3e unité urbaine du département de Saône-et-Loire,  avant celle du Creusot (4e rang départemental) et après celle de Mâcon (2e rang départemental).
Elle occupe le 10e rang dans la région Bourgogne-Franche-Comté, après l'unité urbaine de Sens (9e rang régional) et avant l'unité urbaine du Creusot (11e rang régional).
En 2020, sa densité de population s'élève à 261 hab/km2. Par sa superficie, elle ne représente que 1,65 % du territoire départemental mais, par sa population, elle regroupe 6,72 % des habitants de Saône-et-Loire.
L'ensemble des communes composant l'unité urbaine de Montceau-les-Mines font partie de la communauté urbaine Creusot Montceau qui rassemble 34 communes et dans laquelle se trouve également l'unité urbaine du Creusot.

## Composition 2020 de l'unité urbaine
Elle est composée des cinq communes suivantes :
| Nom                               | Code Insee | Département    | Statut       | Superficie (km2) | Population (dernière pop. légale) | Densité (hab./km2) | Modifier                                    |
| --------------------------------- | ---------- | -------------- | ------------ | ---------------- | --------------------------------- | ------------------ | ------------------------------------------- |
| Montceau-les-Mines (ville-centre) | 71306      | Saône-et-Loire | ville-centre | 16,62            | 16 946 (2022)                     | 1 020              | modifier les données · modifier les données |
| Blanzy                            | 71040      | Saône-et-Loire | banlieue     | 39,95            | 5 983 (2022)                      | 150                | modifier les données · modifier les données |
| Gourdon                           | 71222      | Saône-et-Loire | banlieue     | 25,41            | 891 (2022)                        | 35                 | modifier les données · modifier les données |
| Saint-Vallier                     | 71486      | Saône-et-Loire | banlieue     | 24,21            | 8 508 (2022)                      | 351                | modifier les données · modifier les données |
| Sanvignes-les-Mines               | 71499      | Saône-et-Loire | banlieue     | 35,48            | 4 265 (2022)                      | 120                | modifier les données · modifier les données |

## Évolution démographique
| 1968   | 1975   | 1982   | 1990   | 1999   | 2009   | 2014   | 2020   |
| ------ | ------ | ------ | ------ | ------ | ------ | ------ | ------ |
| 49 677 | 50 475 | 50 358 | 46 338 | 42 458 | 40 522 | 39 525 | 37 046 |

## Sources
1. ↑  « Unité urbaine 2010 de Montceau-les-Mines (71402). », sur Insee (consulté le 1er octobre 2023)
2. 1 2  « Unité urbaine 2020 de Montceau-les-Mines (71402). », sur Insee (consulté le 1er octobre 2023)
3. ↑  « Base des unités urbaines 2020. » [zip], sur Insee (consulté le 1er septembre 2023)
4. ↑  « Population en historique depuis 1968 - Unité urbaine 2020 de Montceau-les-Mines (71402). », sur Insee, 27 juin 2023 (consulté le 30 décembre 2023)